# Silesia (Montana)
Silesia – jednostka osadnicza w Stanach Zjednoczonych, w stanie Montana, w hrabstwie Carbon.